# Trạm xe buýt

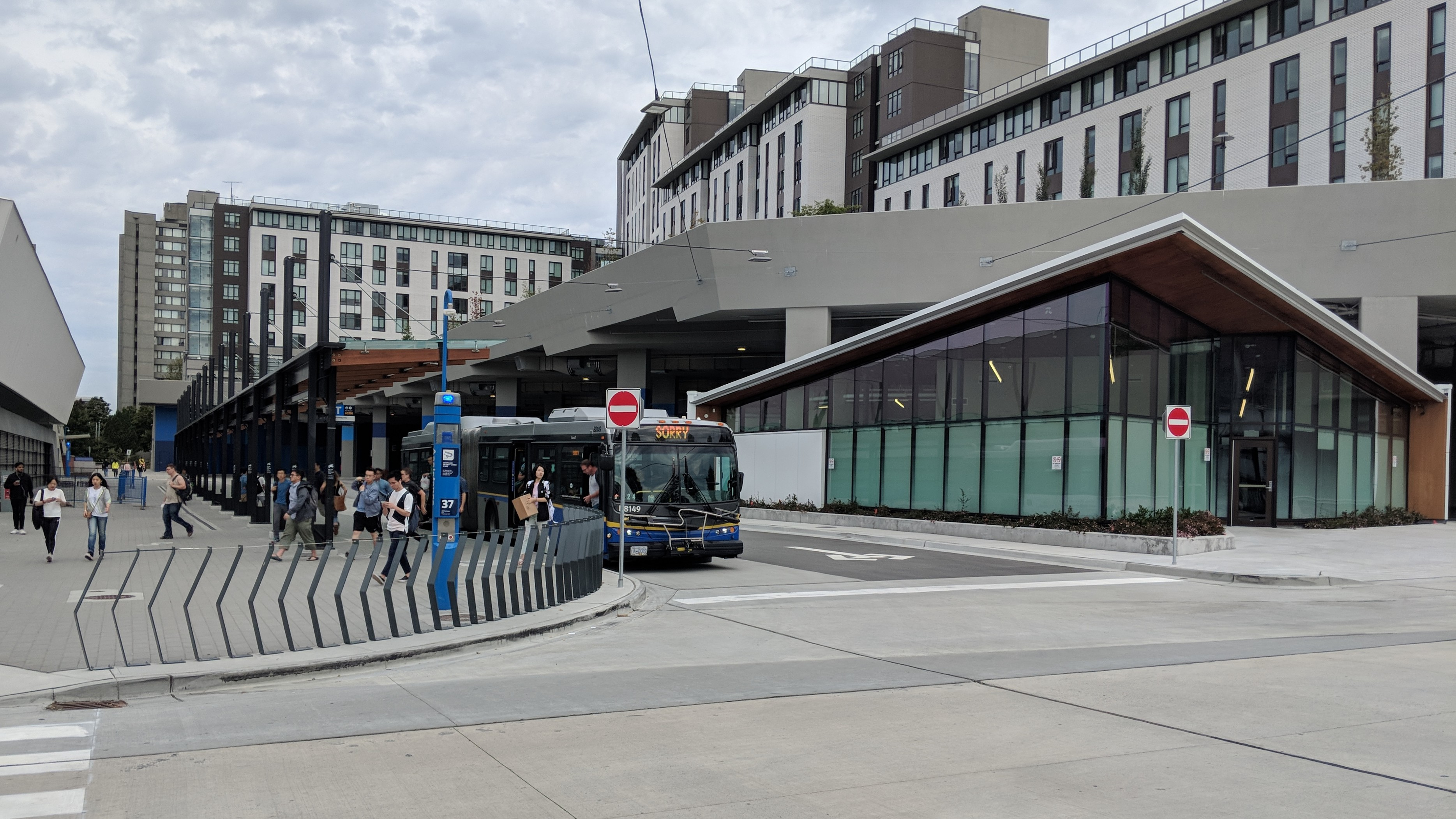
Trạm xe buýt UBC tại Đại học British Columbia ở Canada

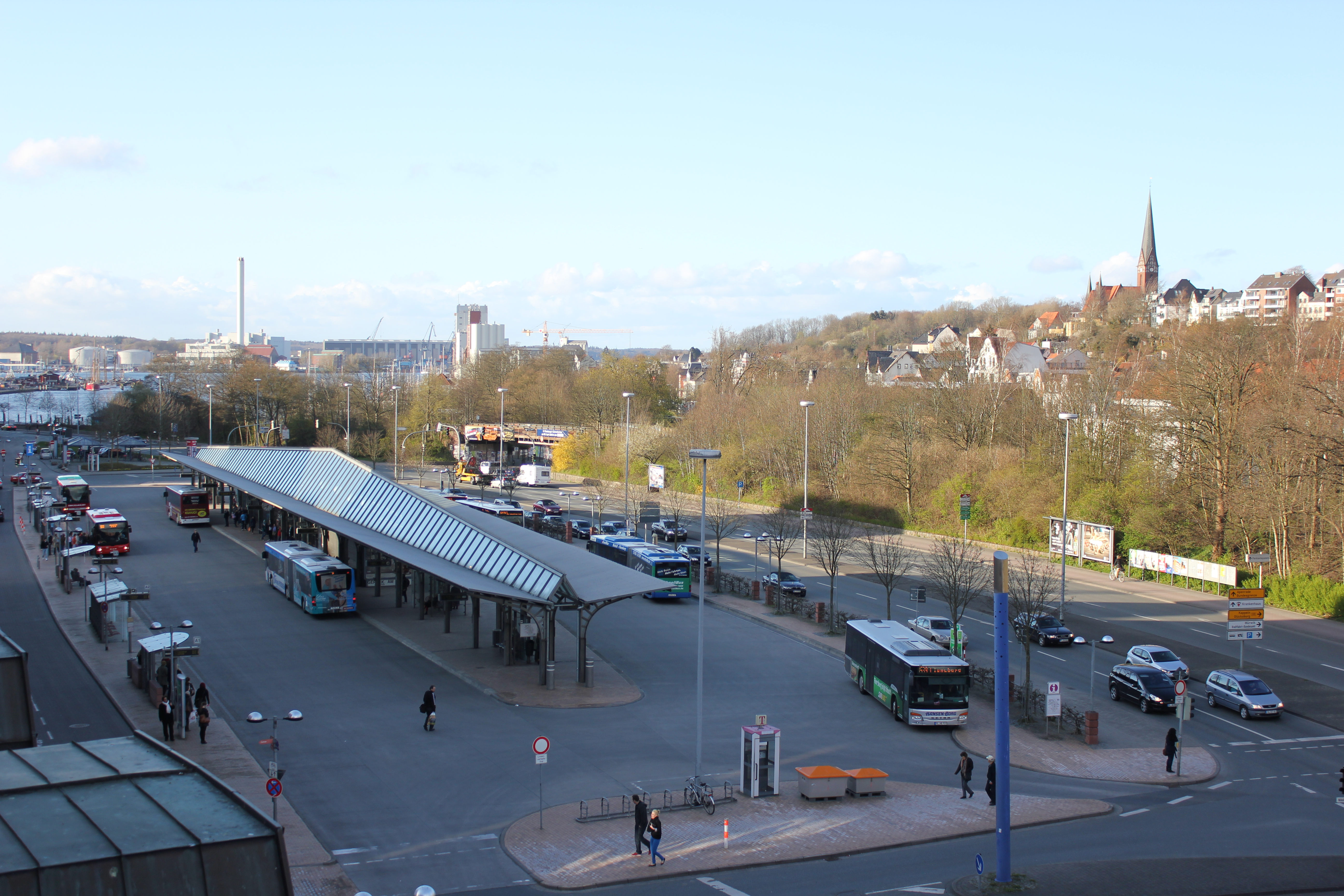
Trạm xe buýt Omnibus trung tâm ở Flensburg, Đức

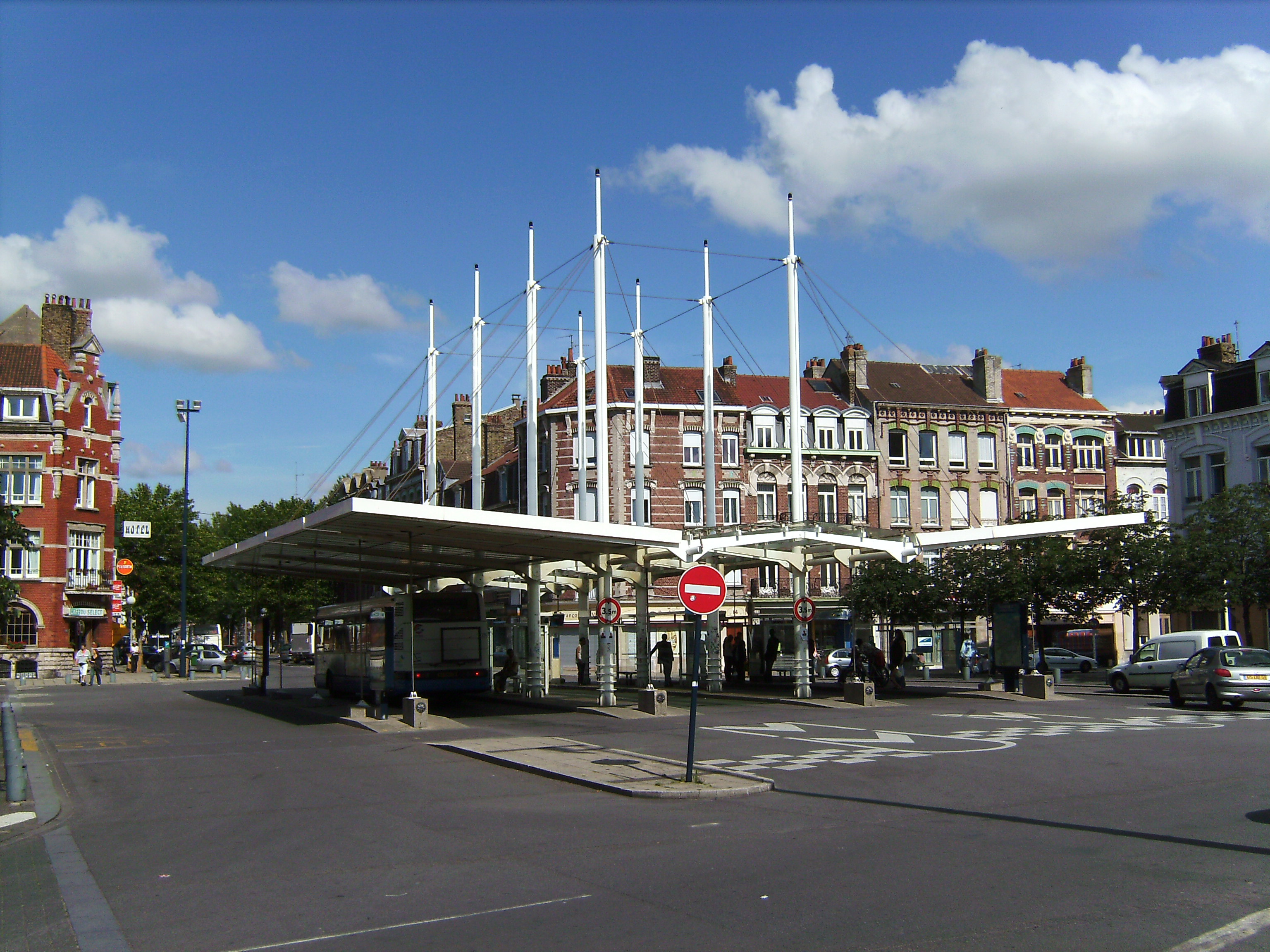
Trạm xe buýt Dunkirk, Pháp

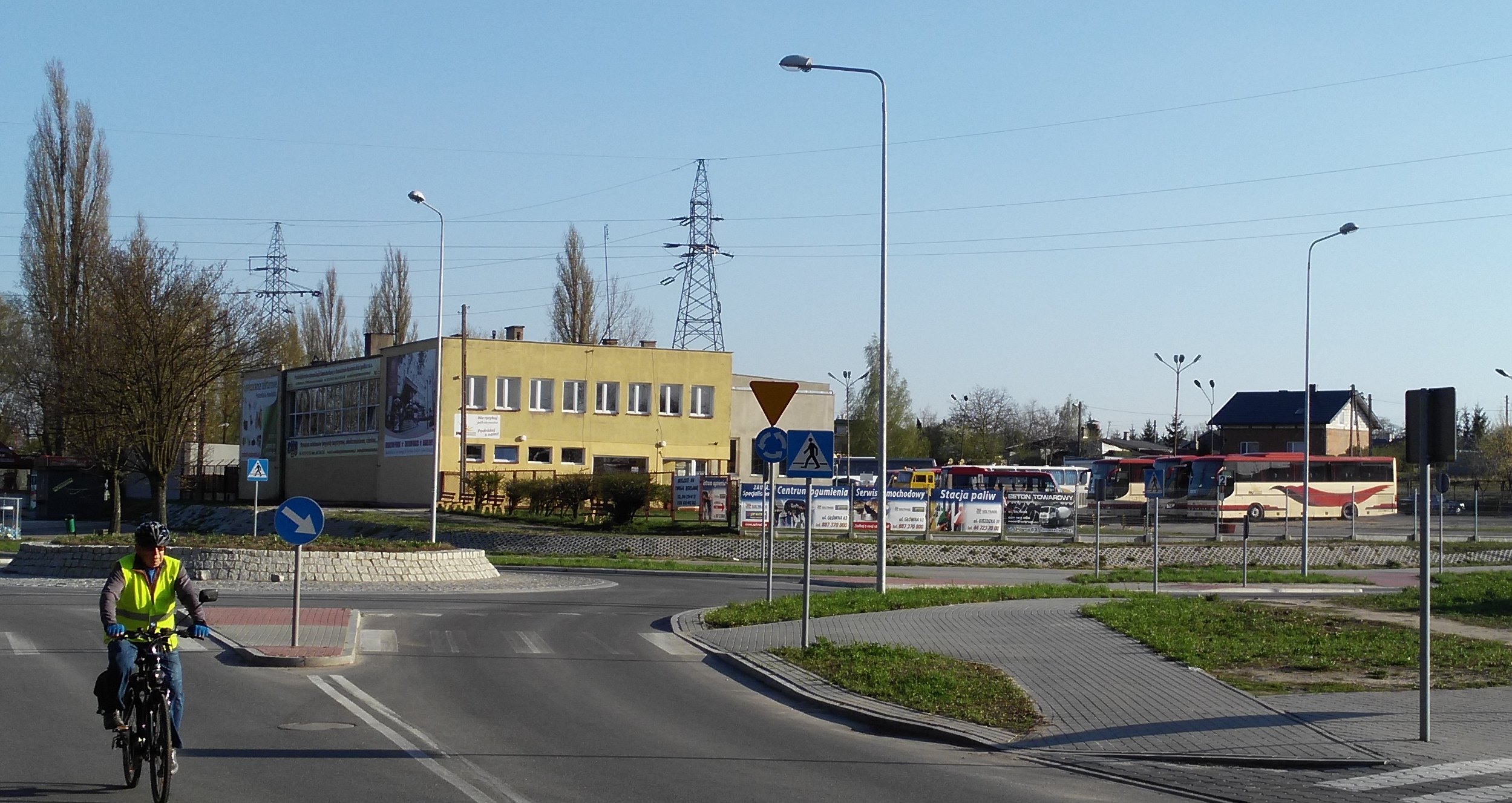
Trạm xe buýt liên tỉnh tại Tomaszów Mazowiecki, Ba Lan

Trạm xe buýt là một cấu trúc nơi xe buýt thành phố hoặc liên tỉnh dừng lại để đón và trả khách. Trạm xe buýt lớn hơn điểm dừng xe buýt, thường chỉ đơn giản là một nơi trên lề đường, nơi xe buýt có thể dừng lại. Nó có thể được dự định là trạm đầu cuối cho một số tuyến đường, hoặc là trạm trung chuyển nơi các tuyến tiếp tục.
Nền tảng trạm xe buýt có thể được gán cho các tuyến xe buýt cố định hoặc biến đổi kết hợp với hệ thống thông tin hành khách động. Cái sau đòi hỏi ít nền tảng hơn, nhưng không cung cấp cho hành khách sự thoải mái khi biết trước về nơi đỗ của xe buýt sắp tới và chờ đợi ở đó.

## Trạm có thể tiếp cận
Trạm có thể truy cập là trạm hành khách giao thông công cộng cho phép khách có thể tới một cách dễ dàng, có thể sử dụng được và không có rào cản vật lý cấm và/hoặc hạn chế truy cập của người khuyết tật, kể cả những người sử dụng xe lăn.

## Trạm xe buýt lớn nhất
Với 37 mẫu Anh (150.000 m2), Trạm xe buýt Chennai Mofussil ở Chennai, Ấn Độ, là trạm xe buýt lớn nhất ở châu Á. Tính đến năm 2018 Kho xe buýt Công viên Thiên niên kỷ ở Delhi là kho xe buýt lớn nhất thế giới với 60 mẫu Anh. 